# José Asunción Silva

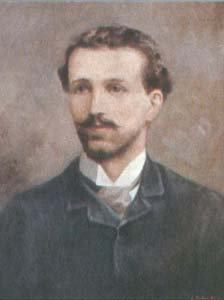

José Asunción Silva (n. 27 noiembrie 1865, Bogotá – d. 23 mai 1896, Bogotá) a fost un poet columbian. Este considerat unul dintre fondatorii Modernismului Hispano-American.

## Biografie
Se mută la Paris în perioada 1884 - 1886 și călătorește în mai multe țări europene. Se reîntoarce în 1886 la Bogotá unde devine colaborator al revistei La Lira Nueva. Din 1887 timp de trei ani se dedică afacerilor comerciale moștenite de la tatăl săi, ajungând în ruină. Devine secretar de legație la caracas în 1894-1895. Toate manuscrisele sale se pierd în ocean odată cu naufragiul vaporului Amérique. Anul următor se sinucide la Bogotá.

## Opere poetice
- 1875: Primera Comunión
- 1894: Nocturne („Nocturnos”)
- 1908: Poesías
- 1928: Poesías
- 1977: Intimități („Intimidades”)